# 17 Pułk Moździerzy

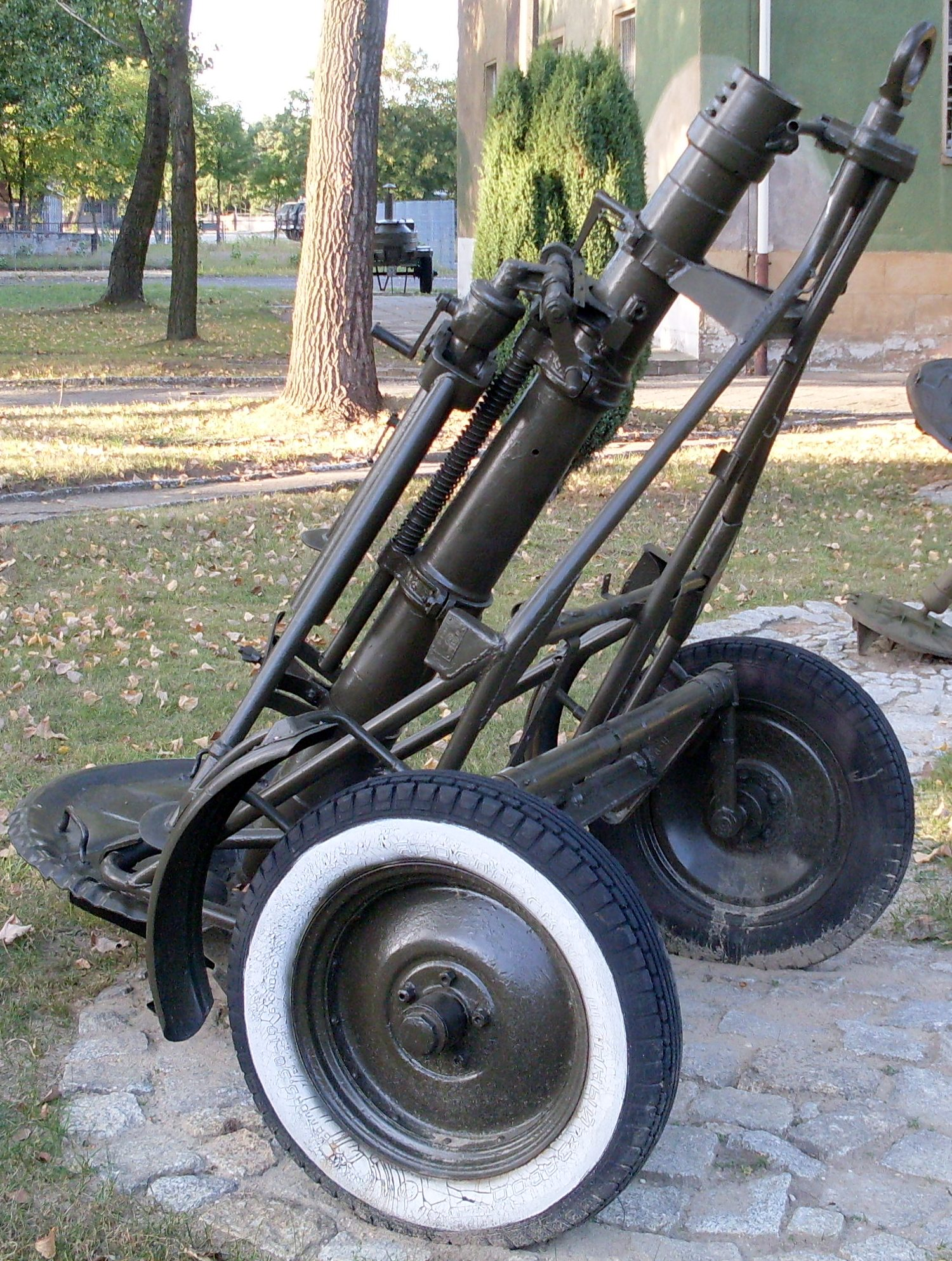
120 mm moździerz wz. 1938

17 pułk moździerzy (17 pm) – oddział artylerii ludowego Wojska Polskiego.

## Formowanie i zmiany organizacyjne
Na podstawie rozkazu Nr 0056/Org. Ministra Obrony Narodowej z dnia 30 marca 1949 został sformowany 17 pułk moździerzy. Jednostka była organizowana etapami: do 1 listopada 1949 utworzono zawiązek pułku oraz jego dywizjon szkolny, natomiast do 1 listopada 1950 zorganizowano 1 i 2 dywizjon moździerzy.
Formowanie pułku odbywało się garnizonie Żagań, w koszarach przy ulicy Szosa Żarska, według etatu Nr 5/45 o stanie 724 żołnierzy. Oddział podlegał dowódcy 11 Zmotoryzowanej Dywizji Piechoty (od 1950 - 11 Dywizji Zmechanizowanej).
Na podstawie rozkazu Nr 0055/Org. Ministra Obrony Narodowej z dnia 12 czerwca 1950 pułk został przeformowany na etat Nr 5/68 o stanie 683 żołnierzy i włączony w skład 11 Dywizji Zmechanizowanej.
Na podstawie rozkazu Nr 0045/Org. Ministra Obrony Narodowej z dnia 17 maja 1951 jednostka została przeformowana na etat Nr 5/87 o stanie 453 żołnierzy i 12 pracowników. Przeformowanie miało zostać zakończone w terminie do dnia 1 grudnia 1952. Liczba moździerzy została zmniejszona do dwudziestu ośmiu, a stan osobowy w stosunku do poprzedniego etatu uległ zmniejszeniu o 34%.
Na podstawie rozkazu Nr 0056/Org. Ministra Obrony Narodowej z dnia 19 września 1956 pułk został rozformowany w terminie do dnia 20 grudnia 1955.

## Struktura organizacyjna
Struktura organizacyjna według etatu Nr 5/45 pułku moździerzy zmotoryzowanej dywizji piechoty z dnia 30 marca 1949:
- dowództwo pułku
- pluton dowodzenia
- 1 dywizjon moździerzy a. 3 baterie
- 2 dywizjon moździerzy a. 3 baterie
- dywizjo szkolny (pułkowa szkoła podoficerska)

Uzbrojenie pułku stanowiły czterdzieści dwa 120 mm moździerze wzór 1938.